# Jacques Mairesse
Jacques Mairesse (27 de fevereiro de 1905 - 13 de junho de 1940) foi um futebolista francês. Ele competiu na Copa do Mundo FIFA de 1934, sediada na Itália.